# The Simpsons Game
The Simpsons Game je akční videohra založená na animovaném televizním seriálu Simpsonovi, která byla vyvinuta pro Wii, PlayStation 3, Xbox 360, PlayStation 2, Nintendo DS a PlayStation Portable firmou Electronic Arts, jež tuto hru i publikovala a distribuovala. Hra byla vydána v Severní Americe v říjnu 2007 a celosvětově v listopadu 2007. Scénář napsali Tim Long, Matt Selman a Matt Warburton. Hrou prochází pět členů rodiny Simpsonových – Homer, Marge, Bart, Líza a nejmladší Maggie. Ti se dozví, že jsou součástí videohry a musí vyřešit několik problémů. Aby se dostali zpět do Springfieldu, musí sesbírat čtyři karty a vyhrát závěrečnou misi. Kritici hru přijali se smíšenými postoji. Od 31. ledna 2008 byly celosvětově prodány 4 000 000 kopií hry.

## Hratelnost
Hráči mohou ovládat čtyři z pěti členů rodiny Simpsonových, z nichž má každý unikátní schopnosti. V misi můžete hrát za dva členy rodiny, výjimku tvoří mise „Země čokolády“ (The Land of Chocolate), kde hrajete pouze za Homera. Hra obsahuje šestnáct misí, tzv. epizod a každá vyžaduje zvláštní schopnosti k dokončení. Například ve čtvrté epizodě „Líza stromový tajnůstkář“ (Lisa the Tree Hugger), je hráč povinen používat Lízinu „Ruku Buddhy“ se kterou může pohybovat s velkými objekty a Bart musí prakem vypnout stroje. V každé epizodě jsou jiní nepřátelé, mimo závěrečnou, kde se nepřátelé z minulých epizod vrací v různých barvách.
Hra pro dva hráče „co-op mód“, má rozdělenou obrazovku a umožňuje každému hráči ovládat jednu ze dvou postav která, se na této úrovni vyskytuje. Verze na DS nabízí několik funkcí, které nejsou dostupné v jiných verzích. Virtuální mazlíček je přístupný pod názvem „Mazlíček Homer“ (Pet Homer), který umožňuje hráčům zachránit Homera před hrozbami jako je udušení a infarkt.

### Hratelné postavy
Homer je první hratelná postava, poprvé se za něj dá hrát v epizodě „Země čokolády“. Homer se může přeměnit na „Míč Homer“ (Homer Ball) když sní moc koblih (power-upů), nebo na „Gumového Homera“ (Gummi Homer), když jí Gummi Venus de Milo, přičemž může střílet gumové koule, tzv. „Gumové granáty“ (Gummi Greenades). Když vdechne dostatek helia, stane se z něj balón a vznáší se ve vzduchu. Když Homer sní dost koblih, může ohromně krknout a ohromit nepřátele.
Bart se poprvé objevuje v druhé epizodě hry „Bartmen začíná“ (Bartman Begins). Může se proměnit v Bartmena a může lézt na některé stěny, plachtit a dělat další akrobatické kousky. Také může svým prakem zasáhnout nepřátele z dálky.
Líza je představena ve čtvrté epizodě „Líza stromový tajnůstkář“. Jejím hlavním útokem je kopání, ale její schopností je „Ruka Buddhy“. Může díky ní sesílat blesky na nepřátele, zmrazit je, nebo zvedat těžké věci. Její speciální schopností je hra na saxofon, kterou ohromuje nepřátele. Ve vyšších úrovních pak může pomocí saxofonu poštvat nepřátele proti sobě.
Marge má nejméně schopností. Je představena v páté epizodě, „Pravidla davu“ (Mob Rules), kde se Marge dozví, že má schopnost, aby ji poslouchal dav který může využívat k překonávání překážek, výrobě předmětů, organizovanému útoku a k opravě objektů. Maggie je krátce hratelná, když ji Marge pošle do úzkých prostor.

## Děj
Bart jde do prodejny video her za úředníkem, aby si koupil novou hru „Velká krádež Scratchyho“ (Grand Theft Scratchy), kterou mu hned zabaví Marge. Poté před něj spadne z nebe videoherní manuál, jehož přečtení Bart zjistí že má se zbytkem rodiny zvláštní schopnosti. Později Bart použije jeho Bartmen schopnost, aby Jimbo, Kearney, a Dolph neměli nic z krádeže z Přírodovědného muzea, Homer využívá svých schopností aby se stal obrovským míčem a vyhrál soutěž v pojídání, Líza využívá svých schopností meditace na zastavení projektu odlesňování a Marge používá své schopnosti ovlivňující dav k zastavení vydání Velké krádeže Scratchyho (parodie Grand Theft Auto) ve Springfieldu.
Během večeře je rodina překvapená jejich novými schopnostmi. Nicméně to vede k diskusi o tom, co s nimi mají dělat. Mimozemšťané Kang a Kodos to vidí jako příležitost udeřit na Zemi a UFO invaze se rozvíjí. Uvědomili si, že žádná z jejich schopností není dostatečně silná, aby mimozemšťany porazili. Bart a Líza jdou na návštěvu k profesoru Frinkovi, který jim dává příručku ke hře, ve které je hráč schopen se naučit jak lépe využít svých schopností jakož i zisk nových a rodina Simpsonových se brzy rozhodne, že se pokusí mimozemskou invazi zastavit. Jako první jdou Bart a Líza na pomoc kapitánovi McCallisterovi v porážce mysli-řízených delfínů, kteří útočí na městské akvárium. Poté Bart a Homer porážejí reklamní sochu na Tlusťochovy koblihy (Lard Lad Donuts), která přišla k životu. Nakonec zachrání Cletuse od mimozemšťanů.
S cílem zjistit pravdu se rodina obrací na internet, aby zjistila více o svých schopnostech ve hře, ale jsou náhodně posláni do "herního enginu" protože si Homer myslí, že CD mechanika je odkladač na pití a tím vyleje pivo na klávesnici. Uvnitř herního enginu zjistili, že Will Wright ničí kopie staré 8bitové hry The Simpsons Game pojmenované Útěk z Krustyho ostrova (Escape From Krusty Island - parodie na Escape from Monkey Island) a její postavičky. Rodina zvládne zachránit své 8bitové předchůdce před tím než je Wright stihne zničit a zjistí, že se také stanou zastaralími v momentě kdy vyjde další Simpsonovská hra. Jediným způsobem jak tomu zabránit je mluvit s autorem her a přesvědčit ho aby je neničil. Aby se rodina dostala do jeho sídla potřebuje získat čtyři karty ze čtyř připravovaných Simpsonovských her. Nejdříve Homer a Marge porazí draka ve hře Neverquest, poté Homer a Bart musí odcestovat do Francie za časů druhé světové války s cílem překazit plán pana Burnese ukrást cenné francouzské malby ve hře Medal of Homer. Marge a Lisa jdou poté do hry Grand Theft Scratchy kde odstraní všechen urážlivý materiál a nahrazují ho materiálem přátelštějším. Lisa a Homer se následně vydají do starověkého Japonska aby porazili zlého pana Špínu (Mr. Dirt) ve hře Big Super Happy Fun Fun Game.
Jakmile má rodina všechny čtyři karty, Bart s Homerem musí zabít tvůrce sídla. Jsou uvítáni Mattem Groeningem, který na ně sesílá postavy Futuramy (Bendera a Dr. Zoidberga). Rodina ho zvládne porazit, nicméně Groening přiznává že vytváří nové hry jen pro peníze a zničí herní engine. Simpsonovi spolu s několika dalšími postavami ze hry utíkají do Springfieldu, kde stále útočí mimozemšťané. Lisa použije svou schopnost k vytvoření schodiště do nebe a rodina žádá Boha o pomoc. Poté co je Bůh poražen ve hře Dance Dance Revolution přiznává, že upustil videoherní manuál omylem a rodina tak zjistila, že má superschopnosti. Svou chybu si uvědomí a slibuje že obnoví Springfield, že si rodina bude moci své schopnosti ponechat a že zlepší pracovní podmínky videoherních postaviček. Líza se nakonec boha zeptá, zdali někdy přemýšlí nad tím jestli není i on postavička ve videohře. Bůh se nad touto teorií nervózně zasměje a ukáže se, že hru hrál celou dobu Ralph Wiggum který se následně zadívá na obrazovku a přemýšlí kdo se dívá na něj.

## Vývoj

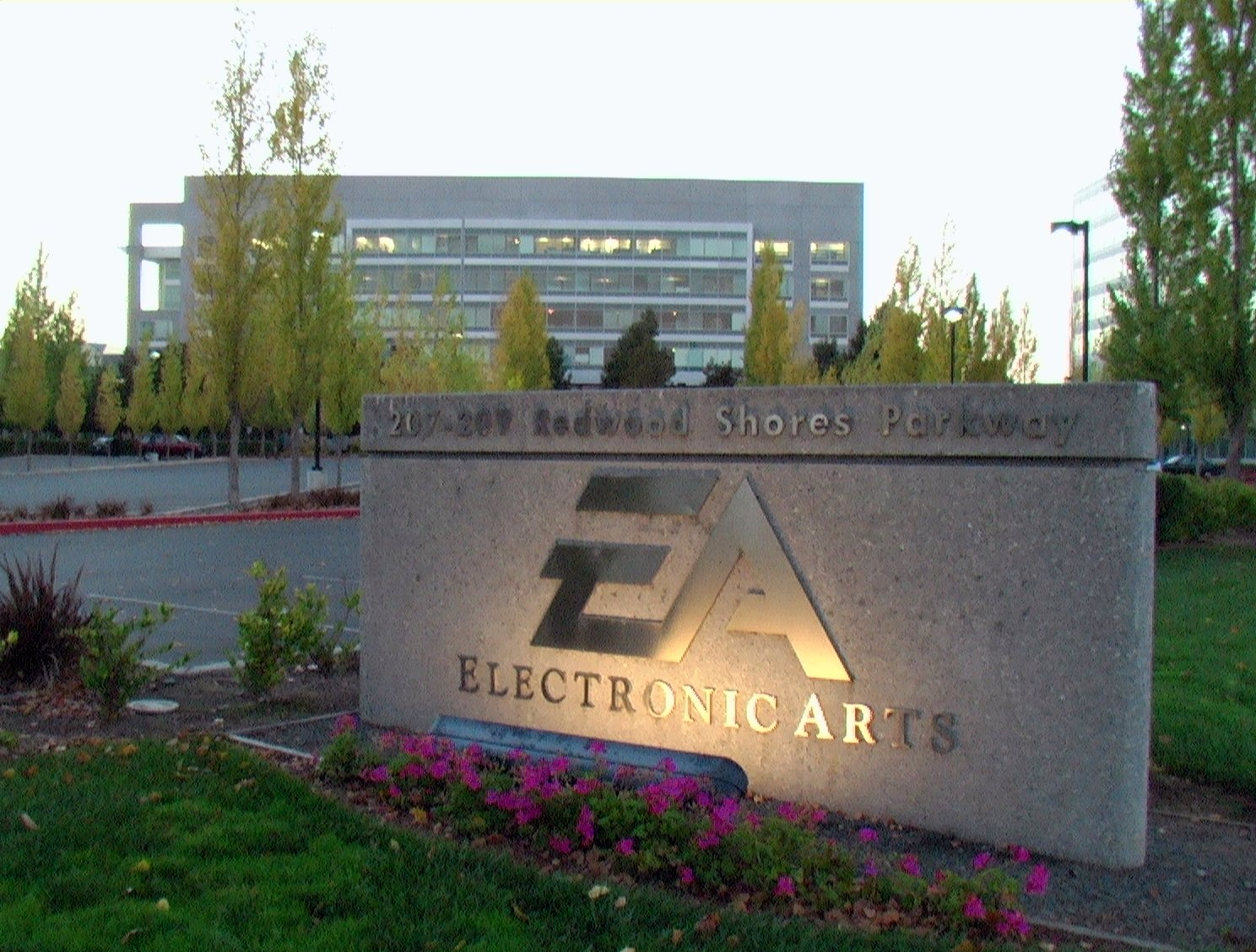
Electronic Arts Redwood Shores tým, založený v Redwood City, Kalifornie, vývojáři The Simpsons Game, a Electronic Arts ji publikoval a distribuoval.

Děj hry byl napsaný Timem Longem, Mattem Selmanem, a Mattem Warburtonem, kteří jsou pravidelní spisovatelé Simpsonových. Chtěli vytvořit něco, co by sami fanoušci označili jako „Ohromnou novou hru“. Matt Groening a spisovatelé měli nepřetržitou odezvu na herní obsah, z jeho „celkového dojmu“ do jejích hádanek a her. Herní výkonný producent, Scot Amos, řekl, že to bylo úžasné společenství mezi spisovateli a vývojáři. Selman, hlavní spisovatel, říká, že „důvod, proč vytvořili The Simpsons Game a nepřidali dialogový titulek, byl, protože cítili, že by hra byla spuštěna znovu, hraní The Simpsons Game udělit právo velké, nová, čerstvá hra která bude nad videohry a veselé věci všech dob“.[ujasnit]

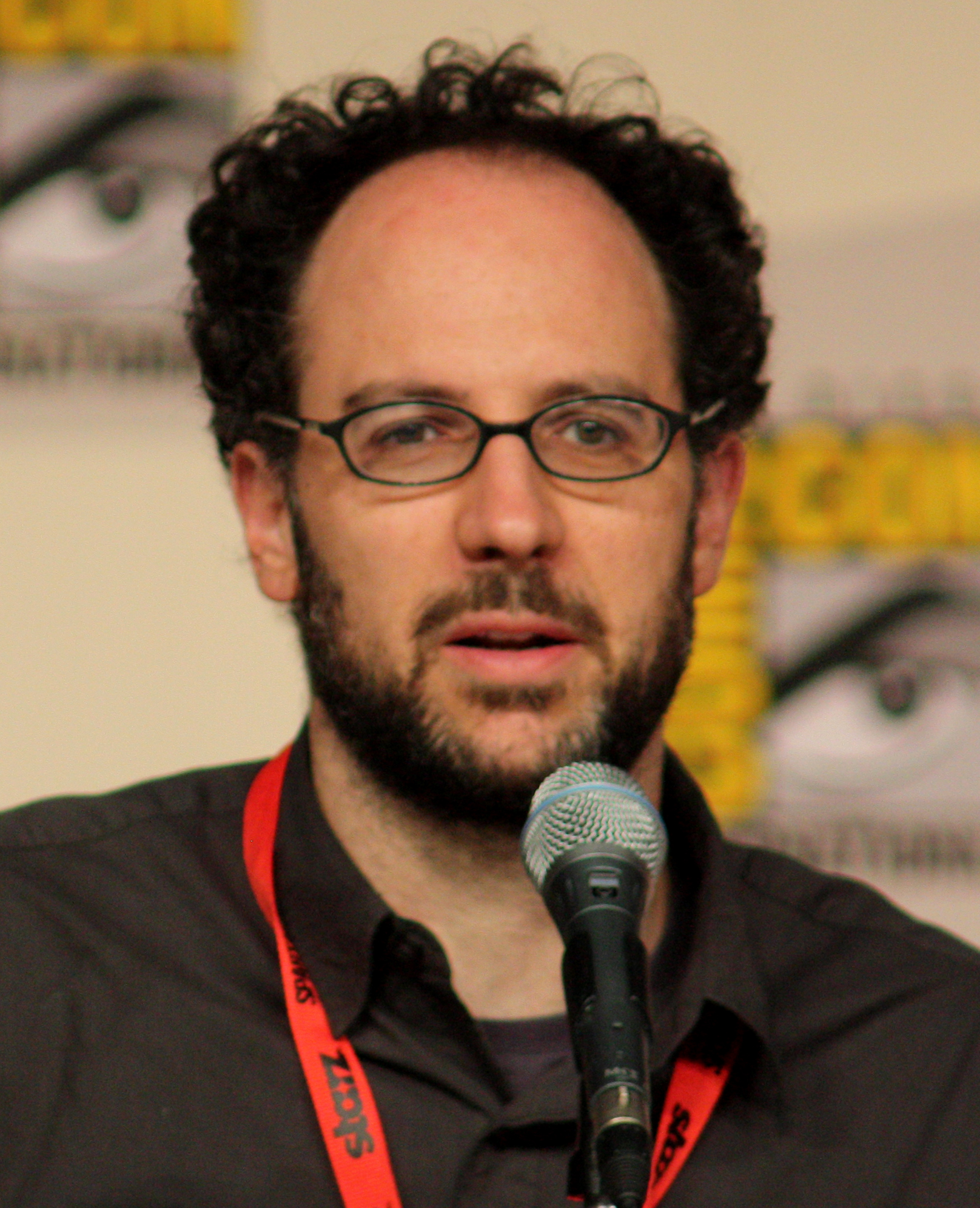
Matt Selman byl vedoucí spisovatel The Simpsons Game.

Hra The Simpsons Game byla publikována v Electronic Arts a vyvinutá jeho pomocným týmem, EA Redwoodem Shoresy; společnost podepsala smlouvu k právům k videohře The Simpsons Game v roce 2005. Herní vedoucí návrhář, Greg Rizzer, řekl, že když žádal své nadřízené jestli by mohli parodovat nějaké Electronic Arts hry včetně Medal of Honor, byli tím nadšeni. Ze hry The Simpsons Game, která paroduje videohry z 30 let do současné doby, musel být některý obsah odstraněn, protože několik video-herních společností si na ni stěžovali. Rizzer byl každopádně potěšený množstvím parodií ve hře a Simpsonovi jsou považované za „perfektní místo k tomu, aby se tropily žertíky z herního průmyslu“. V herním dohovoru 2007 Lipsko, Německo, se mluvilo o plakátu pro Grand Theft Scratchy, jedné z úrovní v The Simpsons Game a o parodii na Grand Theft Auto, byl požádaný zaměstnanec Rochstar Games, společnosti která vyvíjí Grand Theft Auto sérii videoher. Několik společností, ať tak nebo onak, objala parodie ve hře na jejich videohry, včetně vývojářů z Harmonix, kdo byl potěšen hrou Sitar Hero, byl i parodií Harmonixovi videohry Guitar Hero. Navíc k parodiím hry, The Simpsons Game se také uvádí několik portrétů s provokativními výmysly, včetně opravdového Matta Groeninga.
Grafika pro herní znaky je buňkově zastíněná a implementovaná technika pomáhá zploštit znaky modelů z nějakého nebo každého nebo žádného úhlu, kterým se kamera dívá na Simpsonovi, k tomu, aby se obnovilo 2D, ručně tažený pohled viděný na obrazovce. Vývojový tým zjistil, že je obtížné vytvořit Líze špičaté vlasy jak herním 2D prostředí tak v 3D prostředí. Při pracování na hrách pro Wii, muselo být uděláno několik kompromisů ve srovnání s verzemi hry pro Xbox 360 a PlayStation 3. Protože Xbox 360 a PlayStation 3 měli větší zpracovací sílu než Wii, kvalita grafiky musela být snížená ve verzi hry pro WII.

## Ohlasy
Reakce na hru byly převážně pozitivní, verze pro Xbox 360 a PlayStation 3 získala skóre 71% na portálu Metacritic. Vyzdvižena byla převážně vizuální stránka hry a její scénář, který zesměšňoval nejen herní průmysl, ale i seriál Simpsonovi jako takový. Ve Spike Video Game Awards hra získala cenu za nejlepší hru založenou na filmu či televizním seriálu a byla i nominována na vůbec první cenu za nejlepší videoherní scénář na Writers Guild of America Awards 2007. 31. ledna 2008 byly prodány čtyři miliony kopií hry. Peter Nowak z CBC News ji ohodnotil jako třetí nejlepší hru z roku 2007 a prohlásil, že se jedná o „nejlepší hru se šílenými obyvateli Springfieldu“.
Herní použití Simpsonovského stylového humoru dostalo smíšený příjem. Portály GameSpot a GameTrailers uvedly, že je ve hře dostatek směšných momentů na to, aby stálo za to ji alespoň jednou dohrát. Dle IGN a GameDaily je hra příjemná jak pro hardcore, tak i ostatní fanoušky Simpsonových, ale pro první uvedenou skupinu bude obzvláště přitažlivá. GameSpy zde našel několik nedostatků, ale i tak ocenil zdejší humorné parodie. Tom Bramwell ale uvedl pro portál Eurogamer, že humor samotný tuto hru nedokáže dostatečně zachránit a že by si fanoušci radši měli koupit krabicovou verzi některé ze sérií samotného seriálu. Joe Juba z Game Informer nazval hru průměrnou - hru převážně ocení fanoušci seriálu, ale lidem, kteří jej neznají, by nic neřekla.
Eurogamer pochválil účast lidí z televizního seriálu Simpsonovi na vývoji hry a GameZone se těšil z dvou-postavních mechanismů hry a pobavil se sbíráním uvolňovacích položek. GameTrailers mysleli, že grafika a animace vypadají skvěle a ohodnotily ručně tažené vzhledy, třebaže oni našli zřejmě to, že znaky „někdy opravdu chtěly skočit do třetího rozměru“ kvůli jejich druhým kořenům dimenze.
Kritika hry se zaměřila na její krátkost, nudnost a nedokonalý kamerový systém. GameSpot prohlásil hru za průměrnou a GameZone ji nazvali „pěkně mělkou“ hrou která stojí na příliš mnoho se opakujících „skákacích“ hádankách a slabém bojovém systému. Nabízí se zde ale vysvětlení v podobě faktu že předchozí hry celé série The Simpsons byly čistokrevné arkády založené právě na skákání. Hra zklamala IGN protože nezahrnuli správně možnosti budoucího online pokračování. I oni konstatovali že práce s kamerou je slabá a GameZone i GamrSpy, ho nazývali „bolestným“ a „rozmláceným“ rysem, GameDaily.
Verze hry pro DS, která byla naprosto odlišná od ostatních verzí a pěla se na ní chvála za jedinečnost, byla zároveň kritizována pro přílišnou krátkost. IGN pochválil DS verzi jako jedinečnou herní zkušenost a GameSpot prohlásila to je uspokojování od začátku do konce. GameSpot a GameZone, ať tak nebo onak, byli zklamaní , že hra byla extrémně krátká. 1UP zjistili, že třeba, že The Simpsons Game je parodovaná včetně 2D platformní herní konvence, to se používalo v každém případě, dělání toho tupého úsilí.